# Clorur de nitrosil
El clorur de nitrosil és el compost químic amb la fórmula NOCl. És un gas groc que es troba freqüentment com a producte de descomposició de l'aigua règia, una barreja d'àcid clorhídric i àcid nítric. És un agent electròfil i oxidant fort. De vegades se l'anomena reactiu de Tilden.